# Neural Impulse Actuator
Der Neural Impulse Actuator ermöglicht das Steuern eines Computerspiels allein mit Gehirnströmen und/oder mit Maus.
Über ein Stirnband messen Sensoren Impulse der Stirn- und Augenmuskulatur und Spannungsschwankungen in den elektrochemischen Aktivitäten des Gehirns. Das Verfahren ist an die Elektroenzephalografie (EEG) der Medizin angelehnt.
Der erste Prototyp wurde von Brainfingers erstellt. Eigentlich war er für Behinderte gedacht. In Deutschland wurde das erste Gerät auf der Cebit 2008 durch OCZ Technology präsentiert. Es ist Ende Mai 2008 im Handel erschienen.
Das Produkt könnte einer verbesserten Eingabe bei Computerspielen dienen, indem es geringere Reaktionszeiten ermöglicht. Bisher können allerdings nur einfach zu bedienende Spiele wie Ego-Shooter gesteuert werden. Andererseits sieht man in der Technologie auch die Möglichkeit, Menschen mit Behinderungen die Eingabe von Computerbefehlen zu erleichtern. Das Gerät wird über ein USB-2.0-Interface an den Computer angeschlossen.